# Open Your Mind: The Album
Open Your Mind: The Album è l'unico album del gruppo degli U.s.u.r.a. del 1993.

## Tracce
1. Open Your Mind
2. What You Gonna Do About My Love
3. Sweat
4. Drive Me Crazy
5. Tear It Up
6. Listen To My Prayer
7. Come Bring Me
8. You Are My Rhythm
9. Sweat (Soakin' Wet)